# جولیان فرناندز
جولیان فرناندز (انگلیسی: Julien Fernandes؛ زادهٔ ۱۶ مارس ۱۹۸۵) بازیکن فوتبال اهل پرتغال است.
از باشگاه‌هایی که در آن بازی کرده‌است می‌توان به باشگاه فوتبال ویتوریا ستوبال، باشگاه فوتبال انوسیس نئون پارالیمنی، باشگاه فوتبال ایراکلیس ۱۹۰۸، و باشگاه فوتبال تروا اشاره کرد.
وی همچنین در تیم ملی فوتبال زیر ۲۱ سال پرتغال بازی کرده‌است.